# Doru Pantelimon
Doru Pantelimon (* 1955; † 23. November 2010) war ein rumänischer Fußballspieler.

## Sportlicher Werdegang
Pantelimon debütierte im Alter von 20 Jahren für CSM Suceava im Erwachsenenbereich, bei dem er in den folgenden Jahren als Leistungsträger eine der prägenden Figuren wurde. 1980 wechselte er innerhalb der Divizia B zum Ligakonkurrenten Minerul Gura Humorului, bei dem er später seine aktive Laufbahn beendete.
Nach der rumänischen Revolution 1989 eröffnete Pantelimon ein eigenes Restaurant. Dabei blieb er als regelmäßiger Stadiongast im Stadionul Areni dem Fußball verbunden. Im Herbst 2010 verstarb er nach anhaltenden Herzproblemen im Alter von 55 Jahren.